# کارونو وارزینو
کارونو وارزینو (به ایتالیایی: Caronno Varesino) یک کومونه در ایتالیا است که در استان وارزه واقع شده‌است.

## خصوصیات
کارونو وارزینو ۵٫۶ کیلومترمربع مساحت و ۴٬۷۶۱ نفر جمعیت دارد.